# Lambda
La lambda és l'onzena lletra de l'alfabet grec. S'escriu Λ en majúscula, i λ en minúscula. Té un valor numèric de 30.
Utilitzacions de lambda:
- Cosmologia: en majúscula, representa la constant cosmològica introduïda per Albert Einstein.
- Era l'emblema dels Espartans.
- Física: en minúscula, símbol de la longitud d'ona i de la velocitat de la punta de les pales en molins de vent, en majúscula un tipus de partícules.
- Microbiologia: mena de bacteriòfag molt utilitzat per recombinacions d'E.coli. Vegeu: Fag Lambda.
- En fotografia es fa servir per a indicar els positius.
- És l'emblema de nombrosos col·lectius gai i del moviment identitari.
- Una antiga unitat de volum equivalent a un microlitre.
- També és usat per representar el famós videojoc Half-Life de Valve.